# Grand Prix van Parijs
De Grand Prix van Parijs was een autorace nabij de Franse hoofdstad Parijs die op twee verschillende circuits plaatsvond, namelijk op het Autodrome de Linas-Montlhéry en op Bois de Boulogne. De race maakte tussen 1939 en 1949 deel uit van de grand-prixseizoenen en was tussen 1950 en 1952 ook een niet-kampioenschapsronde in de Formule 1.

## Winnaars van de grand prix
- Hier worden alleen de races aangegeven die plaatsvonden tijdens de grand-prixseizoenen tot 1949 en Formule 1-races vanaf 1950.

| Jaar        | Coureur               | Constructeur       | Locatie            | Verslag            |
| ----------- | --------------------- | ------------------ | ------------------ | ------------------ |
| 1952        | Piero Taruffi         | Ferrari            | Linas-Montlhéry    | Verslag            |
| 1951        | Giuseppe Farina       | Maserati           | Bois de Boulogne   | Verslag            |
| 1950        | Georges Grignard      | Talbot-Lago        | Linas-Montlhéry    | Verslag            |
| 1949        | Philippe Étancelin    | Talbot-Lago        | Linas-Montlhéry    | Verslag            |
| 1948        | Yves Giraud Cabantous | Talbot-Lago        | Linas-Montlhéry    | Verslag            |
| 1947        | Race niet gehouden    | Race niet gehouden | Race niet gehouden | Race niet gehouden |
| 1946        | Jean-Pierre Wimille   | Alfa Romeo         | Bois de Boulogne   | Verslag            |
| 1945        | Jean-Pierre Wimille   | Bugatti            | Bois de Boulogne   | Verslag            |
| 1940 - 1944 | Race niet gehouden    | Race niet gehouden | Race niet gehouden | Race niet gehouden |
| 1939        | Jean-Pierre Wimille   | Alfa Romeo         | Linas-Montlhéry    | Verslag            |